# 錫龍科
錫龍科是烏干達的城鎮，也是錫龍科區的首府，位於該國東部，海拔高度1,178米，距離姆巴萊約22公里，2002年人口約11,200，2011年人口估計增加至約14,100。

## 外部連結
- Sironko District Homepage
- Sironko District Profile at Ugandatravelguide.com （页面存档备份，存于）

01°13′46″N 34°14′53″E / 1.22944°N 34.24806°E